# Kevin Evans
Kevin Evans (Jozini, KwaZulu-Natal, 6 de juny de 1978) va ser un ciclista Sud-africà que fou professional del 2008 al 2010. Del seu palmarès destaca el campionat nacional en contrarellotge.

## Palmarès
- 2008
  - Vencedor d'una etapa a la Volta a Egipte
- 2010
  -  Campió de Sud-àfrica en contrarellotge